# 霍凱 (密蘇里州)
霍凱（英語：Hawkeye）是位於美國密蘇里州普瓦斯基縣的非建制地區。

## 歷史
霍凱的郵局於1882年設立，1892年關閉後又於1897年重啟，其後於1955年停運。

## 地理
霍凱所處的海拔為高於海平面337米（即1106英呎），而該地所採用的時區為UTC-6，即北美中部時區（CST）。同時該地設有夏令時間，為UTC-6調快一小時，即UTC-5（CDT）。